# Frederic N. Andre
Frederic N. Andre (geboren am 25. Juni 1933 in Grand Rapids (Michigan); gestorben am 28. Dezember 2014 in Bottineau (North Dakota)) war ein amerikanischer Jurist und Regierungsbediensteter. Von 1982 bis 1989 war er Mitglied der amerikanischen Regulierungsbehörde Interstate Commerce Commission (ICC).

## Leben
Er wurde als Sohn des Pfarrers Garret Andre und Frances Vander May geboren und hatte noch zwei Brüder und eine Schwester. Von 1951 bis 1955 besuchte er das Calvin College und schloss es mit A.B. ab. Anschließend studierte er auf der Valparaiso School of Law, die er 1959 mit LL.B. beendete. Dem schloss sich ein Studium an der Stanford Business School bis 1962 an. Dieses Studium schloss er mit dem M.B.A. ab. Danach war er wissenschaftlicher Mitarbeiter im Intercollegiate Studies Institute in Indianapolis bis zum September 1963, sowie im Center for American Studies in Burlingame (Kalifornien) bis März 1964. Dem schloss sich bis Juni 1969 eine freiberufliche Beratertätigkeit an. Während dieser Zeit war er unter anderem Dozent im Hillsdale College. Daneben war er von November 1952 bis zum Juni 1969 als LKW-Fahrer tätig und fuhr in dieser Zeit über 800.000 Kilometer. 1971 erwarb er zusammen mit seinem Bruder eine Farm in Paoli (Indiana).
Von Juli 1969 bis Januar 1971 war er Personaldirektor in der Indiana Public Service Commission und anschließend bis September 1972 Abteilungsleiter im Indiana Bureau of Motor Vehicles. Dem folgte bis Juni 1974 eine Tätigkeit bei der American Medical Association und bis April 1977 eine Beschäftigung bei der Medical Liability Commission in Chicago. Ab April 1977 war Frederic N. Andre als freiberuflicher Berater in Paoli (Indiana) tätig.
1964 unterstützte er die Präsidentschaftskampagne des Republikaners Barry Goldwater und 1976 und 1980 die Kampagnen des Republikaners Ronald Reagan. Nach dem Gewinn der Wahl wurde er 1980 Leiter des Übergangsteams für die Interstate Commerce Commission. Am 24. September 1981 wurde er von Ronald Reagan als Nachfolger von Charles L. Clapp in der Interstate Commerce Commission nominiert. Nach seiner Bestätigung durch den Senat legte er am 19. März 1982 den Amtseid ab. Kurz nach seiner Ernennung wurde er zum Rücktritt aufgefordert, da er in einer Beratung der ICC Bestechungen in der Speditionsbranche als übliches Verhalten verteidigte, dass nicht durch die ICC verfolgt werden sollte. In der Entscheidung der ICC zur Fusion der Union Pacific Railroad, der Missouri Pacific Railroad und der Western Pacific Railroad stimmt er als einziger der sechs Mitglieder dagegen.
Seine reguläre Amtszeit endete am 31. Dezember 1987. Da eine erneute Nominierung vom 6. August 1987 für eine Amtszeit bis zum 31. Dezember 1992 im Senat scheiterte, verblieb er kommissarisch bis zur Wahl seines Nachfolgers Edward Martin Emmett am 21. November 1989 im Amt.
Danach lebte er in North Dakota und starb am 28. Dezember 2014.